# Bitou (municipalité)
Pour les articles homonymes, voir Bitou.
La municipalité locale de Bitou (Bitou Local Municipality, anciennement Plettenberg Bay Municipality) est une municipalité locale du district de la route des jardins dans la province du Cap-Occidental en Afrique du Sud. Le siège de la municipalité est situé dans la station balnéaire de Plettenberg Bay.

## Localités de  Bitou
La municipalité de Bitou administre les localités suivantes : 
| Villages et townships | Code   | Population | Superficie (km2) | Langue maternelle dominante |
| --------------------- | ------ | ---------- | ---------------- | --------------------------- |
| Bosluiskop            | 179011 | 18         | 6,76             | Anglais sud-africain        |
| Bossiesgerf           | 179006 | 1 444      | 0,17             | IsiXhosa                    |
| Keurboomstrand        | 179004 | 475        | 9,75             | Afrikaans                   |
| Kranshoek             | 179010 | 5 597      | 12,33            | Afrikaans                   |
| Kurland               | 179002 | 4 033      | 1,24             | Afrikaans                   |
| Kwanokuthula          | 179008 | 14 016     | 2,77             | IsiXhosa                    |
| Nature's Valley       | 179003 | 460        | 1,14             | Afrikaans                   |
| New Horizons          | 179007 | 9 869      | 1,64             | Afrikaans                   |
| Plettenberg Bay       | 179009 | 6 475      | 35,16            | Anglais sud-africain        |
| Wittedrift            | 179005 | 1 822      | 1,60             | Afrikaans                   |
| Zone rurale           | 179001 | 4 954      | 919,30           | Afrikaans                   |
| Total                 | Total  | 49 162     | 991,86           | Afrikaans                   |

## Démographie

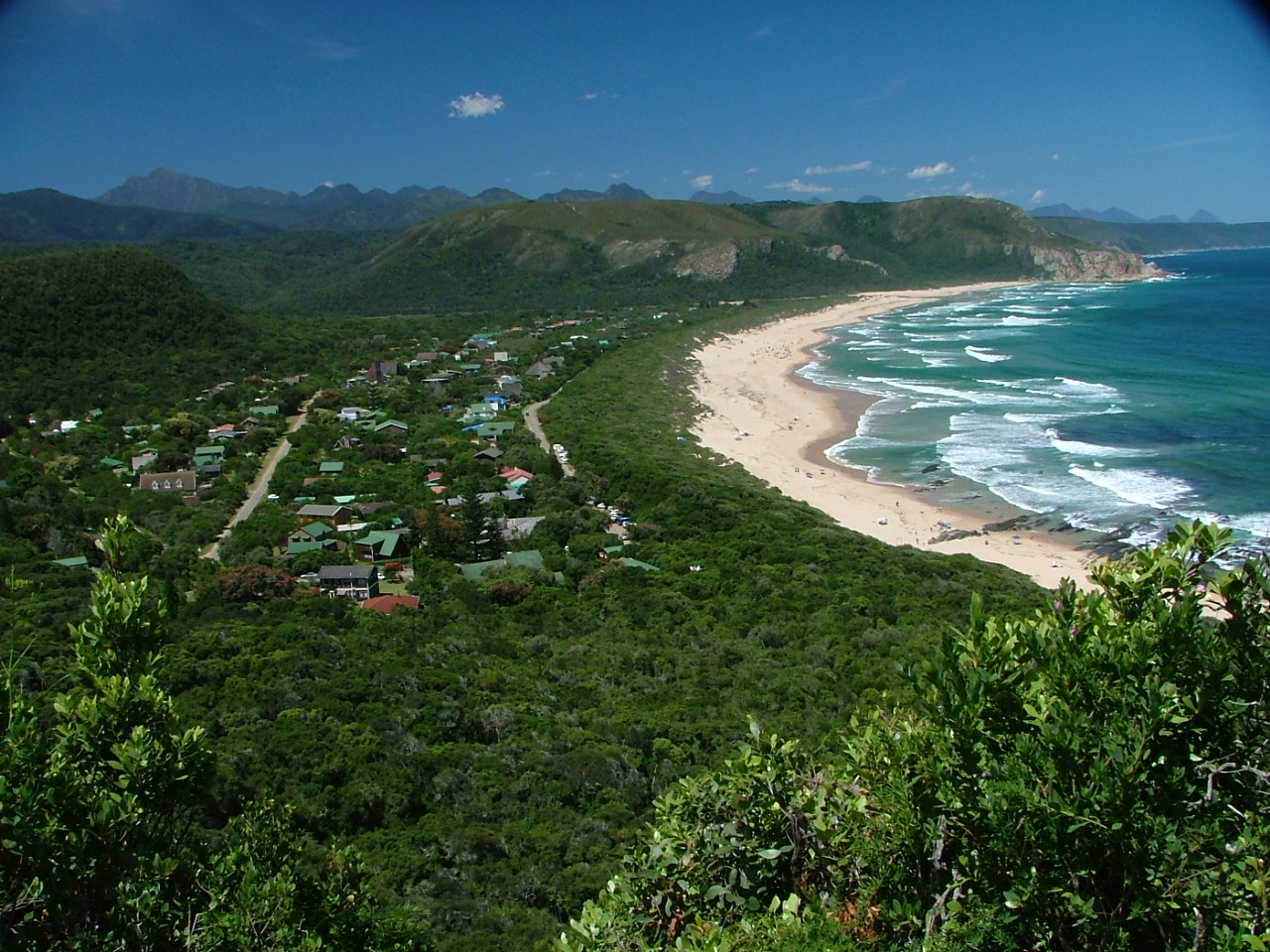
Le village de Nature's Valley et les montagnes de Tsitsikamma.

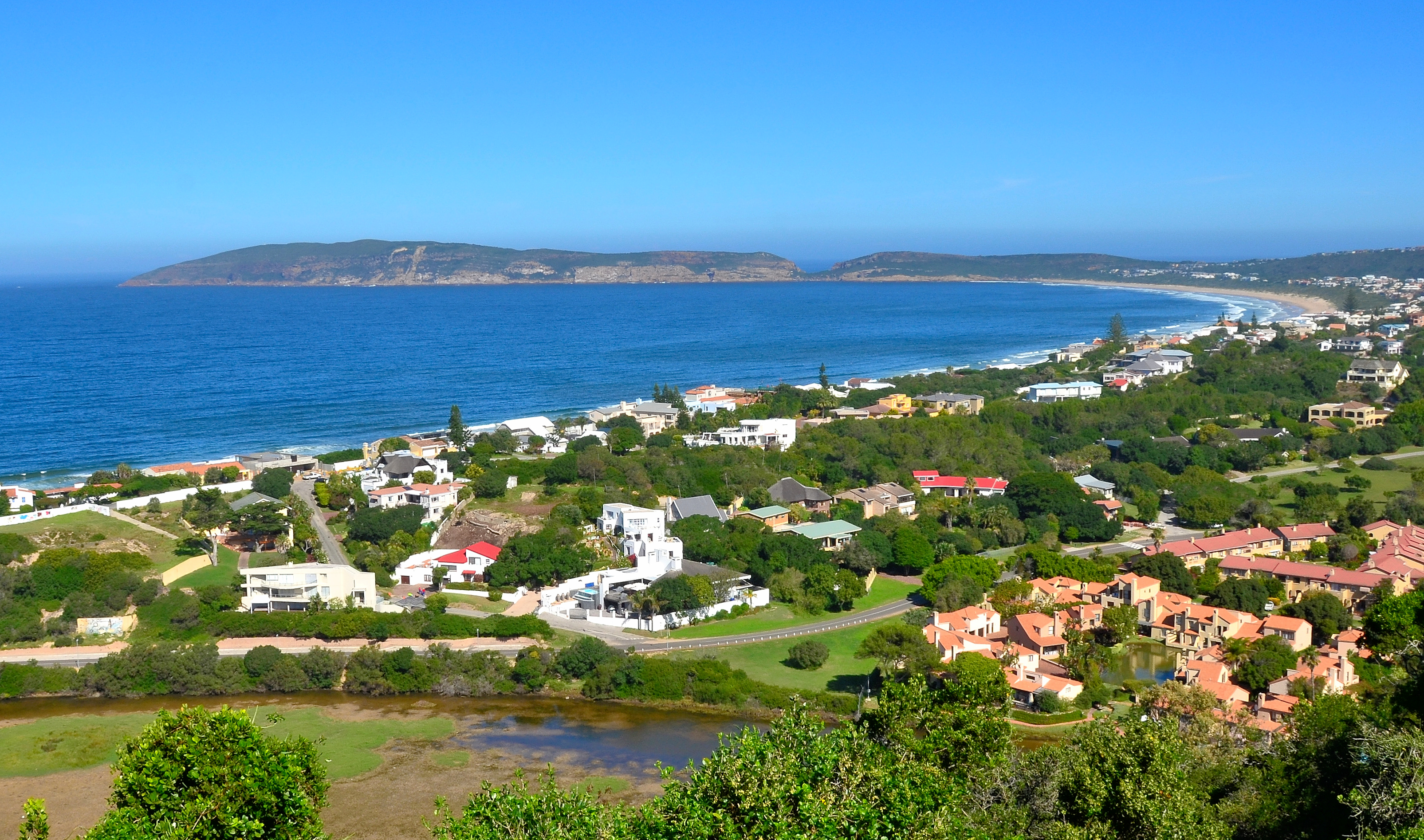
Plettenberg Bay.

Selon le recensement de 2011, la municipalité de Bitou compte 49 162 administrés (45,24 % de noirs, 31,21 % de coloureds, 16,90 % de blancs). La majorité des administrés réside dans le township de Kwanokuthula (14 016 habitants, 94,93 % de Noirs).
Les blancs représentent pour leur part 77,93 % des 6 475 résidents du village de Plettenberg Bay, 82,74 % des 475 résidents du faubourg de Keurboomstrand  et 47,13 % des 4 954 résidents de la zone rurale.
Les Coloureds résident principalement à Kranshoek (5 597 habitants), dans le quartier de New Horizons (9 869 habitants, 61,91 % de « coloureds »), dans le township rural de Kurland (4 033 habitants) et dans celui de Wittedrift (1 822 habitants).
Mis à part Kwanokuthula, les populations noires sont majoritaires à Bossiesgerf (1 444 habitants, 92,38 % de Noirs) mais aussi dans l'ancienne zone blanche (sous l'apartheid) de Nature's Valley (460 habitants), le secteur le plus mixte de la municipalité entre les populations noires (53,70 %), blanches (32,39 %) et « coloureds » (11,52 %).
Les principales langues parlées sont l'afrikaans (43,36 %), le xhosa (37,96 %) et l'anglais (13,35 %).

## Administration

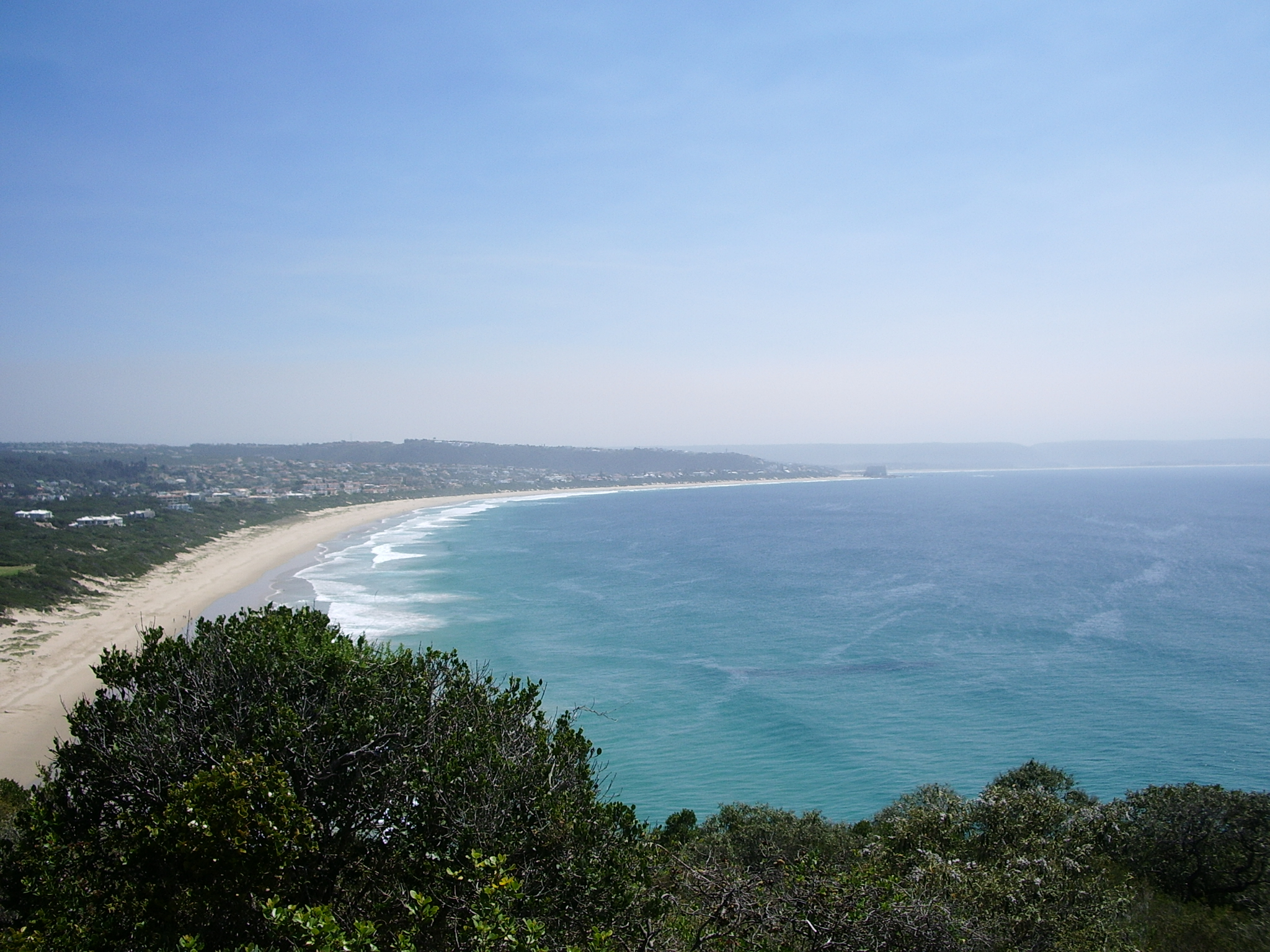
Plage de Plettenberg Bay.

Le conseil municipal comprend treize conseillers municipaux.
De 2000 à 2011, la municipalité fut dominée par le Congrès national africain (ANC).
En 2006, menée par Lulama Mvimbi, l'ANC avait remporté 63,6 % des voix. La municipalité fut caractérisée par de graves problèmes de gestion, de la corruption et une dégradation des services publics.
À la suite des élections municipales de 2011, la municipalité a basculé dans l'opposition menée par une coalition entre l'Alliance démocratique (DA) et le Congrès du Peuple (COPE).
Lors des élections municipales sud-africaines de 2016, la DA a remporté 48,58 % des suffrages et six sièges, échouant de 21 voix à obtenir un 7e siège et donc la majorité absolue au conseil municipal. L'ANC (six sièges et 40,99 % des suffrages) forma alors une coalition avec l'Active United Front (5,36 % et un siège) propulsant son représentant, Peter Molese au poste de maire de la municipalité de Bitou. Cependant, en mai 2017, la coalition implose. L'AUF forme alors une nouvelle majorité municipale avec la DA.
| Maires de Plettenberg Bay/ Bitou depuis 1992 | Parti politique           | Terme                             |
| -------------------------------------------- | ------------------------- | --------------------------------- |
| Paul Scheepers                               |                           | 1992 - 1994                       |
| Lulama Mvimbi                                | ANC                       | 1995 - 1998                       |
| Euan Wilderman                               | ANC                       | décembre 2000 - 2006              |
| Lulama Mvimbi                                | ANC                       | 2006 - 2011                       |
| Memory Booysen                               | DA                        | 2011-2016                         |
| Peter Molese                                 | Active United Front       | 12 août 2016 - avril 2021         |
| Bill Nell                                    | DA                        | 21 mai 2021 - 8 juin 2021         |
| Sandiso Gcabayi                              | ANC (interim)             | juin 2021 - 19 novembre 2021      |
| David Swart                                  | DA                        | 19 novembre 2021 - 2 février 2024 |
| Claude Terblanche                            | Plett Democratic Congress | depuis le 2 février 2024          |

### Municipalités limitrophes
- Kou-Kamma Municipality (Cap-Oriental)
- Aberdeen Plain Municipality (Cap-Oriental)
- Knysna (ouest)
- South Cape Municipality (nord-ouest)

La municipalité est bordée au sud par l'océan Indien.